# Andreas Schnaas
Andreas Schnaas (nascut l'1 d'abril de 1968) és un director i actor de cinema alemany que treballa exclusivament en el gènere del terror. Des que va aparèixer per primera vegada a l'escena cinematogràfica l'any 1989, s'ha convertit en un líder de la ultraviolenta terror underground alemany. Va ser el primer d'una sèrie de directors inconformistes que van fer pel·lícules clandestines que van iniciar un renaixement sostingut del cinema de terror alemany després de la Segona Guerra Mundial.

## Primers anys
Schnaas va néixer a Hamburg i va abraçar el cinema de molt jove. Com que molts dels teatres locals de la seva ciutat no es preocupaven de la joventut dels seus caps, va estar exposat a pel·lícules d’ arts marcials, pel·lícules de zombis i splatter des de molt aviat. Els pares de Schnaas no sempre estaven satisfets amb la seva elecció d'entreteniment, però reconeixien el seu talent artístic i la seva viva imaginació. Va utilitzar aquesta imaginació, sumada al seu amor pel terror, per fer la seva primera pel·lícula als 12 anys. La pel·lícula, titulada Hunted, presentava Schnaas i el seu amic matant sense pietat un home gran, que era interpretat pel seu avi. El seu pare va filmar el llargmetratge, així com moltes altres pel·lícules que els nois van fer durant els anys següents. No va ser fins al 1989, però, que Schnaas va reunir cinc mil marcs alemanys, suficients per fer el seu primer llargmetratge.

## Realització cinematogràfica
Filmada amb els seus amics durant quatre caps de setmana "extremadament llargs", la sangrienta història de "Karl el carnisser" de Schnaas, titulada Violent Shit, es va convertir en la primera pel·lícula de terror directe a vídeo d'Alemanya. Fou un èxit immediat, la pel·lícula va aparèixer ràpidament a les botigues de vídeo americanes i a la resta d'Europa. El govern alemany va prohibir Violent Shit immediatament després del seu llançament.Quan li van preguntar d'on va sortir amb un títol tan vulgar per a la seva pel·lícula, el director va explicar una vegada que un amic per correspondència de Nova Zelanda li va dir una vegada de manera divertida: "Tot el que estàs fent és una merda violenta", i se li va enganxar. Aquest amic per correspondència es va convertir en el productor Ant Timpson, el creador de les pel·lícules ABCs of Death.
Encara en espiral de l'èxit inesperat de Violent Shit, Schnaas va crear el seu homenatge als no-morts amb Zombie 90 – Extreme Pestilence (1990), la versió anglesa de la qual és respectada per alguns fans del gènere per tenir el doblatge més divertit mai posat al cel·luloid. L'any següent, va decidir continuar la història de Karl amb Violent Shit 2: Mother Hold My Hand, i finalment la va estrenar el 1992. A causa de l'intens interès dels fans a través del seu lloc web oficial, Schnaas va decidir continua la sèrie Violent Shit, filmant el tercer capítol de la trilogia l'any vinent. Les limitacions pressupostàries van impedir que la pel·lícula s'estrenés durant anys, però finalment va veure la llum el 1999 sota el títol Violent Shit III: Infantry of Doom (o Zombie Doom als EUA). Schnaas també va interpretar l'assassí, Karl, a les tres pel·lícules.
La seva següent pel·lícula va ser Der Kelch – Goblet of Gore de 1996, tot i que diversos problemes la van mantenir arxivada fins al 2005. Com a homenatge al director italià Joe D'Amato, va tornar a fer la clàssica pel·lícula slasher  Anthropophagous, canviant el títol a Anthropophagous 2000 (1999). També va ser l'any 1999 que Schnaas va començar a preparar-se per a la seva propera pel·lícula, que estrenaria com el seu "millenium shocker". La pel·lícula, Demonium (2001), va ser el seu primer projecte de 35 mm, fet amb actors completament professionals i rodada en anglès.
El 2003 Schnaas va dirigir la seva primera pel·lícula als Estats Units, Nikos, amb Joe Zaso i Felissa Rose. Després d'això, va crear la pel·lícula d'acció de zombis Don't Wake the Dead (2006) i, el 2009, va dirigir dues pel·lícules amb el seu també autor alemany Timo Rose—Unrated i Karl vs Axe, el darrer dels quals és l'últim capítol de la seva sèrie Violent Shit.
Almenys un dels seus col·laboradors habituals ha tingut èxit en el gènere de terror. L'escriptor i director Ted Geoghegan de We Are Still Here, que es va convertir en una de les més importants pel·lícules de terror del 2015, va escriure els seus dos primers guions amb Schnaas.

## Filmografia
- Gejagt (1984)
- Blutiger Vollmond (1985)
- Horror Game (1988)
- Violent Shit (1989) – director/actor
- Zombie '90: Extreme Pestilence (1991) – director/actor
- Violent Shit II: Mother Hold My Hand (1992) – director/actor
- Goblet of Gore (1996) – director
- Diabolica (1999) – actor
- Mutation (1999) – actor
- Violent Shit III: Infantry of Doom (1999) – director/actor
- Anthropophagous 2000 (1999) – director/actor
- Dämonenbrut (2000) – actor
- Midnight's Calling (2000) – actor
- Demonium (2001) – director
- Fog² – Revenge of the Executed (2002) – actor
- Parts of the Family (2003) – actor
- Nikos (2003) – director/actor
- Don't Wake the Dead (2006) – director
- Unrated (2009) – co-director (amb Timo Rose)/actor
- Angel of Death 2: The Prison Island Massacre (2009) – actor
- Karl the Butcher vs. Axe (2010) – co-director (amb Timo Rose)/actor
- Necronos – Tower of Doom (2010) – actor
- Game Over (2010) – actor
- The 4th Reich (2011) – actor